# Υ介子
Υ介子（
ϒ
）是一种由底夸克和它的反粒子构成的无味的介子。它由费米国立加速器实验室的E288协作于1977年发现，领导者为1988年诺贝尔物理学奖得主利昂·莱德曼。这也是第一种被发现的含有底夸克的离子，因为它最轻，生成时不需要其他大质量的离子。它的平均寿命为1.21×10−20 s，质量约为9.46 GeV/c2。